# Alemannengrab Dittishausen
Das Dittishausener Alemannengrab ist eine frühgeschichtliche Grabstätte im Löffinger Ortsteil Dittishausen aus dem ausgehenden 7. Jahrhundert nach Chr.

## Beschreibung
Entdeckt wurde die frühgeschichtliche Begräbnisstelle im Jahr 1935, als man für das geplante Rahmhäusle Erdarbeiten tätigte. Die Art der Bestattung in West-Ost-Richtung und nahe am Dorf auf einer Anhöhe angelegt bestätigt den Fund als einen Alemannenfriedhof. Bei der Ausgrabung der Gräber fand man dort vier vollständige Skelette sowie verschiedene Skelettteile, mit einer großen Steinplatte abgedeckt. Die gefundenen Gebeine sind seit 1936 im Heimatmuseum Löffingen ausgestellt.
Eine Steinsetzung mit Informationstafel am ursprünglichen Standort erinnert noch heute an diesen archäologischen Funde.
Weitere Alemannengräber sind aus Löffingen, Unadingen und Göschweiler bekannt.